# Parotoplana moya
Parotoplana moya is een platworm (Platyhelminthes). De worm is tweeslachtig. De soort leeft in het zoute water.
Het geslacht Parotoplana, waarin de platworm wordt geplaatst, wordt tot de familie Otoplanidae gerekend. De wetenschappelijke naam van de soort werd voor het eerst geldig gepubliceerd in 1949 door Marcus.